# Distrikt Huac-Huas
Der Distrikt Huac-Huas, alternative Schreibweisen: Distrikt Huac Huas und Distrikt Huacuas, liegt in der Provinz Lucanas in der Region Ayacucho in Südzentral-Peru. Der Distrikt wurde am 8. April 1929 gegründet. Er besitzt eine Fläche von 313 km². Beim Zensus 2017 wurden 1732 Einwohner gezählt. Im Jahr 1993 lag die Einwohnerzahl bei 2216, im Jahr 2007 bei 2704. Sitz der Distriktverwaltung ist die 3170 m hoch gelegene Ortschaft Huac-Huas mit 582 Einwohnern (Stand 2017). Huac-Huas liegt 108 km nordwestlich der Provinzhauptstadt Puquio.

## Geographische Lage
Der Distrikt Huac-Huas liegt in der peruanischen Westkordillere im äußersten Nordwesten der Provinz Lucanas. Die Längsausdehnung in SSW-NNO-Richtung beträgt 22 km, die maximale Breite etwa 16 km. Der nach Süden strömende Río Grande begrenzt den Distrikt im Westen.
Der Distrikt Huac-Huas grenzt im Südwesten und im Westen an die Distrikte Río Grande und Tibillo (beide in der Provinz Palpa), im Nordwesten und im Norden an die Distrikte Ocoyo und Santiago de Quirahuara (beide in der Provinz Huaytará) sowie im Südosten an den Distrikt Llauta.

## Ortschaften
Im Distrikt gibt es neben dem Hauptort folgende größere Ortschaften:
- Carmen de Pate
- Llallahua
- Pate
- Payllihua
- San Miguel de Lima
- Sayhua
- Socos